# Forest Hill, Oxfordshire
Forest Hill är en by i civil parish Forest Hill with Shotover, i distriktet South Oxfordshire, i grevskapet Oxfordshire, i England. Byn är belägen 8 km från Oxford. Orten har 513 invånare (2018). Civil parish hade 149 invånare år 1851. Byn nämndes i Domedagsboken (Domesday Book) år 1086, och kallades då Fostel.